# Saint-Césaire (Quebec)
Saint-Césaire es una ciudad de la provincia de Quebec, Canadá. Está ubicada en el municipio regional de condado de Rouville y a su vez, en la región de Montérégie-Est en Montérégie. Hace parte de las circunscripciones electorales de Iberville a nivel provincial y de Shefford a nivel federal.

## Geografía
Saint-Césaire se encuentra ubicada en las coordenadas 45°25′00″N 73°00′00″O / 45.41667, -73.00000. Según Statistique Canada, tiene una superficie total de 83,55 km² y es una de las 1135 municipalidades en las que está dividido administrativamente el territorio de la provincia de Quebec.

## Demografía
Según el censo de 2011, había 5686 personas residiendo en esta ciudad con una densidad poblacional de 68,1 hab./km². Los datos del censo mostraron que de las 5151 personas censadas en 2006, en 2011 hubo un aumento poblacional de 535 habitantes (10,4%). El número total de inmuebles particulares resultó de 2435 con una densidad de 29,14 inmuebles por km². El número total de viviendas particulares que se encontraban ocupadas por residentes habituales fue de 2371.